# Tatort: Krumme Hunde
Krumme Hunde ist ein Fernsehfilm aus der Fernseh-Kriminalreihe Tatort. Der Film wurde vom WDR und Colonia Media produziert und am 18. Mai 2008 zum ersten Mal ausgestrahlt. Es ist der 13. Fall mit Axel Prahl und Jan Josef Liefers als Münsteraner Ermittler Thiel und Boerne. In dieser 699. Folge der Tatort-Reihe geht es um zwei Morde, die zur Vertuschung der illegalen Machenschaften eines Firmeninhabers begangen wurden und um einige Verwirrungen in Boernes Familie.

## Handlung
In einer Baugrube wird eine männliche Leiche gefunden, die nur mit einer Unterhose bekleidet ist und Einstichwunden im Rücken trägt. Da der Mann mit dem Gesicht in Säure gefallen ist, kann man ihn nicht identifizieren. Er trägt jedoch eine auffallende, frische Hunde-Tätowierung im Nacken und es wacht eine große deutsche Dogge am Fundort, die von „Alberich“ in persönliche Pflege genommen wird.
Boerne gelingt es, mit einem Computerprogramm die Gesichtszüge des Toten zu rekonstruieren, und Thiel stellt sofort eine verblüffende Ähnlichkeit mit dem Professor fest. Auch Boerne selber ist überrascht und entdeckt an der Leiche ein spezielles Muttermal, das in seiner Familie seit Generationen vererbt wird. Da sein vermögender Onkel in Kürze seinen 100. Geburtstag feiert, spekuliert Boerne, dass hier möglicherweise ein potentieller Erbe beseitigt werden sollte, und verdächtigt sofort seine Cousine Henriette.
Als Alberich „Wotan“ Gassi führt, entdeckt sie in seinen Hinterlassenschaften eine Speicherkarte. Nachdem diese gereinigt ist, finden sich darauf intime Fotos, was darauf schließen lassen könnte, dass der Tote als Detektiv tätig war oder jemanden erpressen wollte. Auf einem der Fotos ist ein Taxi zu sehen. Hierdurch kann Thiel ermitteln, wer da fotografiert wurde. Die Spur führt ihn zur Villa der Unternehmerfamilie Rummel. In der Ehe von Sabine und Markus Rummel scheint es trotz der sauberen Fassade zu bröckeln. Schließlich zeigen die von dem Detektiv aufgenommenen Fotos, dass den Familienvater und seine neue Assistentin Christine Schauer mehr verbindet als nur ein Arbeitsverhältnis. Der Tote wird als der Privatdetektiv Peter Mang identifiziert, der früher für Rummel beim Werksschutz gearbeitet hatte. So kann er auch dessen Adresse erfahren und sieht sich dort um. Allem Anschein nach ist er in seiner Wohnung niedergestochen worden. Gerade als Thiel am Boden eine belarussische Zeitung findet, kommt ein junger Mann in die Wohnung, der sofort die Flucht ergreift, als er Thiel sieht. Mit Boernes Hilfe kann er ihn jedoch festnehmen. Es handelt sich um den Tätowierer Jan Cievic. Dieser gibt zu, mit Mang eine Auseinandersetzung gehabt zu haben, aber der Anlass war kein Grund, ihn zu töten.
Thiel sucht Markus Rummel in seiner Firma auf und befragt ihn nach Peter Mang, doch er streitet zunächst ab, von diesem Detektiv überwacht und erpresst worden zu sein. Später gibt er es jedoch zu. Weil Rummel dabei war, mit seiner Frau reinen Tisch zu machen, war er für Mang nicht erpressbar. Mehrfach begegnet Thiel Alfred Wesskamp, einem ehemaligen Werksmitarbeiter und älteren Freund des Hauses Rummel. Von ihm erfährt Thiel, dass das Unternehmen unter der Führung von Markus Rummel wirtschaftlich in eine Schieflage geraten ist. Überraschenderweise wird Wesskamp kurze Zeit später tot in seiner Gartenlaube gefunden. Als Todesursache finden sich auch hier Barbiturate in Verbindung mit Alkohol, ähnlich wie bei Peter Mang. Dieser war allem Anschein nach einer Wirtschaftsspionage auf der Spur. Es gibt Anzeichen für eine Abhöraktion zwischen Rummel und dem Geschäftspartner de Bruin, einem Mann, der für spektakuläre Firmenübernahmen bekannt ist. Auch Wesskamp war explizit gegen einen Firmenverkauf.
Da Professor Boerne dem ermordeten Privatdetektiv zum Verwechseln ähnlich sieht und ihn diese Tatsache weiter beschäftigt, ermittelt er auch in diesem Fall wieder einmal auf eigene Faust. So findet er in Mangs Wohnung Fotos von Mang und dessen Mutter, woraufhin Boerne seinen Onkel nach der Dame befragt. Auch Henriette muss zugeben, dass Mang vor ein paar Tagen angerufen hat und seinen Vater sprechen wollte. So hat sie sich mit ihm in dessen Wohnung getroffen und musste das markante Muttermal als Beweis akzeptieren, zur Familie zu gehören. Mang wollte auf der Geburtstagsfeier als verlorener Sohn anerkannt werden. Boernes Onkel gesteht jedoch seinem Neffen, dass er seit seinem 15. Lebensjahr aufgrund eines „Röntgenunfalls“ zeugungsunfähig ist und er deshalb nicht der Vater dieses Detektivs sein kann.
So will Boerne die Mutter von Peter Mang direkt befragen, die in einem Seniorenheim lebt, doch sie befindet sich gerade in einer Klinik. Auf dem Schrank steht ein Foto von ihr und Boernes Vater, was ihn davon überzeugt, dass der Tote sein Halbbruder war. Er erfährt, dass Mang seiner Mutter eine Audiokassette anvertraut hatte, die Boerne daraufhin entwendet. Als er Thiel davon berichten will, kann er ihm nur auf die Mailbox sprechen, die jedoch von Christine Schauer, Rummels Sekretärin, abgehört und gelöscht wird. Bei dem Versuch, Boerne das Beweisstück abzunehmen, bringt sie ihn fast um. Auf der Kassette ist ein Gespräch zwischen Hendrik de Bruin und Christine Schauer. Demnach will sie ihm in Rummels Namen die Patente der Firma für zwölf Millionen verkaufen. Auf diese Weise wollten sich die beiden ein beträchtliches Kapital vor der Insolvenz beiseiteschaffen. Angesichts der drohenden Beweislast wollen sich Rummel und Schauer ins Ausland absetzen, aber Thiel kann die Flucht verhindern. Schauer gibt zu, beide Morde begangen zu haben. Mang hatte sie mit der Kassette direkt erpressen wollen, Wesskamp hatte von den illegalen Geschäften erfahren und wollte das publik machen. Deshalb brachte sie beide Männer auf dieselbe Weise zum Schweigen, wie sie auch schon 1998 in Flensburg jemanden ermordet hatte, wie Thiel und Boerne nebenbei ermitteln konnten.

## Hintergrund
Die Episode wurde in Köln sowie in Münster und Umgebung gedreht. Als Kulisse für das Seniorenheim des Onkels diente sowohl von innen, als auch von außen Schloss Gymnich bei Erftstadt.

## Rezeption

### Einschaltquote
Die Tatort-Folge Krumme Hunde verfolgten bei ihrer Erstausstrahlung am 18. Mai 2008 insgesamt 7,85 Millionen Menschen, was einer Einschaltquote von 23,4 Prozent entsprach.

### Kritiken
Kino.de beschreibt diese Tatortepisode als durchaus „kurzweiligen Krimi(s)“ und meint „auch diesmal hat die Geschichte derart viele Nebenschauplätze zu bieten, dass sie fast den Rahmen sprengen“. Damit ist Thiels verlorene Wette gemeint, die Aktionen seines Vaters, Staatsanwältin Klemms Versuche, sich das Rauchen abzugewöhnen, die Probleme mit der Telefonanlage und natürlich Karl-Friedrich Boernes bissig-witzige Kommentare.

„Die besten Dialoge hat selbstredend wieder Karl-Friedrich Boerne, der seine kleinwüchsige Assistentin ermuntert, auf Wotan zur Arbeit zu reiten.“

Tittelbach.tv befindet, dass der Krimi-Fall eigentlich weniger zähle als die Nebenhandlungen. Auch falle „der Schlagabtausch der beiden Streithähne“ wesentlich zurückhaltender aus als sonst, was durchaus gut tue und „zum Schmunzeln“ mal andere Schauplätze öffne. Es fasziniere „das abstrus-komische Geflecht dieser Geschichte“ aus vielen Nebenhandlungen, wie unter andern „die kultivierte Erbschleichung von Börne oder die Aufdröselung des Verwandtschaftsverhältnisses mit dem Toten“, die einen „absurden Grundton“ liefern.

„Krimi-Meilensteine sind vom ‚Tatort‘ aus Münster nicht zu erwarten, ein unterhaltsamer TV-Abend scheint aber so gut wie sicher, wenn Brummbär Thiel und Oberschnösel Börne auf Mörderjagd gehen.“